# Les Patineurs
Les Patineurs, op. 183, est le nom d'une célèbre valse d'Émile Waldteufel, composée en 1882.

## Présentation
La Valse des patineurs, ou Les Patineurs, op. 183, de son titre original, est une valse d'Émile Waldteufel.
Composée en 1882, la partition dépeint une atmosphère hivernale à Paris, où des patineurs glissent sur la glace. En effet, les hivers étaient particulièrement rigoureux à l'époque, le thermomètre pouvant afficher −26 °C en 1879, par exemple. Et le patinage était une activité de loisir prisée, en témoignent notamment le tableau Les Patineurs à Longchamp d'Auguste Renoir ou le succès du Cercle des patineurs du bois de Boulogne.
Le pittoresque de l'évocation est notamment renforcée par l'utilisation dans l’œuvre des grelots comme instrument de percussion dans l'orchestre.
Livrée à l'éditeur Hopwood & Crew le 27 juillet 1882, la partition est publiée le 30 octobre 1882 et dédiée à Ernest Coquelin. C'est aujourd'hui la plus célèbre des valses écrites par Waldteufel, et l'une des plus connues de tout le répertoire,.
L'œuvre est d'une durée moyenne d'exécution de sept minutes environ.

## Discographie
- Emile Waldteufel : Waltzes-Polkas-Galops, Gulbenkian Orchestra, Michel Swierczewski (dir.), Nimbus Records NI 5264, 1990.
- Waldteufel : Famous Waltzes, Slovak State Philharmonic Orchestra, Alfred Walter (dir.), Naxos 8.553956, 1996.
- Waldteufel : Waltzes and Polkas, Orchestre philharmonique de Strasbourg, Theodor Guschlbauer, Erato 094636329727, 1994 (rééd. 2006).

## Postérité
En 2017, la valse est interprétée au concert du nouvel an à Vienne, sous la direction de Gustavo Dudamel. C'est la seconde fois qu'une œuvre d'Émile Waldteufel y est entendue lors de ce traditionnel concert, après la valse Espana jouée l'année précédente.
La musique est le thème principal du jeu vidéo Antarctic Adventure, présent dans tous les niveaux.